# Clubiona nicobarensis
Clubiona nicobarensis este o specie de păianjeni din genul Clubiona, familia Clubionidae, descrisă de Tikader, 1977.
Este endemică în Nicobar Is.. Conform Catalogue of Life specia Clubiona nicobarensis nu are subspecii cunoscute.